# Valdemar Wickholm
Valdemar Wickholm (Julius Valdemar Wickholm; * 7. November 1890 in Snappertuna; † 20. Juli 1970 in Porvoo) war ein finnischer Zehnkämpfer und Hürdenläufer.
Bei den Olympischen Spielen wurde er 1912 in Stockholm Siebter im Zehnkampf und erreichte über 110 m Hürden das Halbfinale. 1920 in Antwerpen wurde er Sechster im Zehnkampf und schied über 400 m Hürden im Vorlauf aus.

## Persönliche Bestleistungen
- 110 m Hürden: 15,7 s, 20. Juli 1919, Stockholm
- 400 m Hürden: 56,9 s, 21. Juli 1920, Helsinki
- Zehnkampf: 7503,095 Punkte, 12. September 1915, Turku